# Syntherata janetta
Syntherata janetta är en fjärilsart som beskrevs av White 1843. Syntherata janetta ingår i släktet Syntherata och familjen påfågelsspinnare. Inga underarter finns listade i Catalogue of Life.

## Bildgalleri

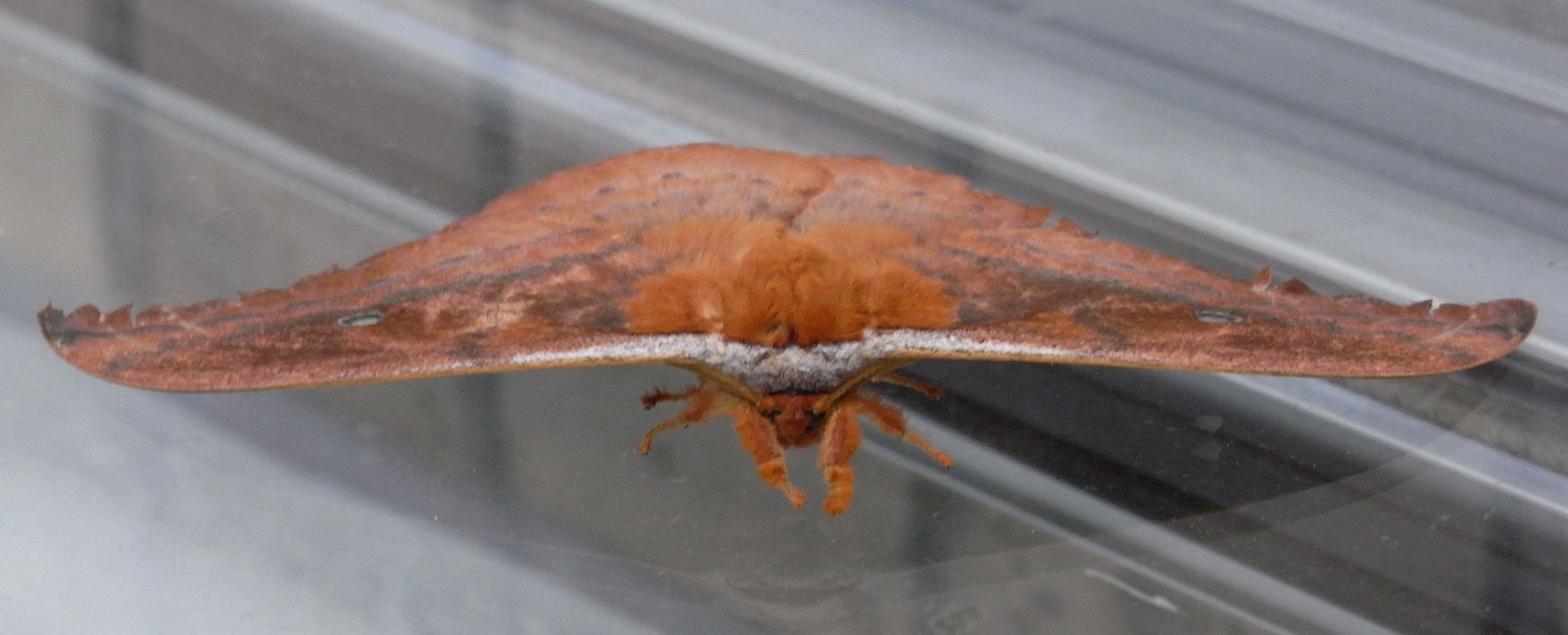
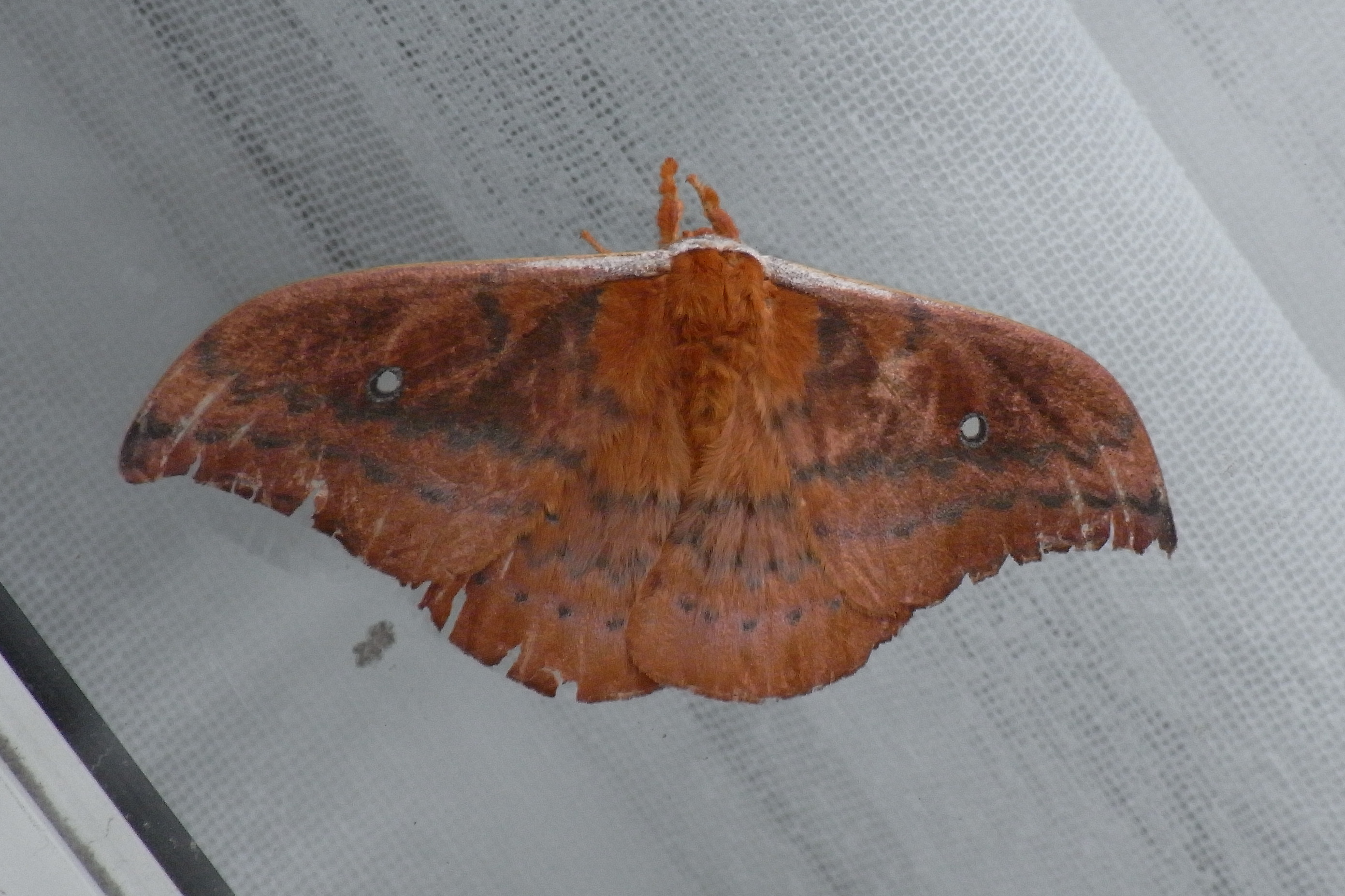